# Pénélope Schellenberg
Pour les articles homonymes, voir Schellenberg (homonymie).
Pénélope Schellenberg est une actrice française, née le 10 février 1977 à Longjumeau, et morte le 11 juillet 1995 à Brest.

## Biographie
Pénélope Schellenberg a commencé son activité au cinéma et à la télévision dès l'âge de 10 ans.

## Filmographie

### Cinéma
- 1987 : Promis…juré ! de Jacques Monnet : Thérèse
- 1988 : Jours de vagues d'Alain Tasma (court métrage) : Fanny
- 1989 : Un père et passe de Sébastien Grall : Camille
- 1991 : La Contre-allée d'Isabel Sebastian : Véronique
- 1992 : La Crise de Coline Serreau : Sarah

### Télévision
- 1987 : La Lettre perdue de Jean-Louis Bertuccelli
- 1988 : Le Bord des larmes de Jacques Fansten
- 1989 : Les Compagnons de l'aventure : Les Six Compagnons : Mady
- 1991 : Ils n'avaient pas rendez-vous de Maurice Dugowson : Manon